# Hajós Károly (zeneszerző)
Hajós Károly (Budapest, 1889. január 28. – Los Angeles, 1950. február 1.), ismert nevén Karl Hajos magyar zeneszerző, karmester, számos amerikai film zeneszerzője.

## Élete és pályafutása
A Zeneakadémián végzett, majd Bécsben tanult zongorázni. 1909–10-ben Szolnokon volt karmester, majd 1912 és 1913 között Pozsonyban dolgozott. 1921 és 1922 között Berlinben is élt, ahol operetteket komponált a Thália Színházban. 1924-ben emigrált az Egyesült Államokba, 1930-ban kapta meg az állampolgárságot. A Broadwayen két operettjét játszották: Natja (1925) és a White Lilacs (1929). 1928 és 1934 között a Paramount Picturesnél dolgozott a zenei részlegen. Egyéb munkákat is vállalt, dolgozott karmesterként és rádiókommentátorként is.
Számos amerikai filmhez írt zenét, 1944-ben és 1945-ben Oscar-díjra is jelölték.

## Filmográfia
- Loves of an Actress (1928)
- The Woman from Moscow (1928)
- Adoration (1928)
- Beggars of Life (1928)
- The Wolf of Wall Street (1929)
- The Sea God (1930)
- The Right to Love (1930)
- The Night of Decision (1931)
- Fighting Caravans (1931)
- Four Frightened People (1934)
- Werewolf of London (1935)
- Summer Storm (1944)
- Dangerous Intruder (1945)
- The Man Who Walked Alone (1945)
- Fog Island (1945)
- Secrets of Linda Hamilton (1945)
- The Mask of Diijon (1946)
- Wild Country (1947)
- Appointment with Murder (1948)
- The Lovable Cheat (1949)
- Search for Danger (1949)
- It’s a Small World (1950)